# Taprobana

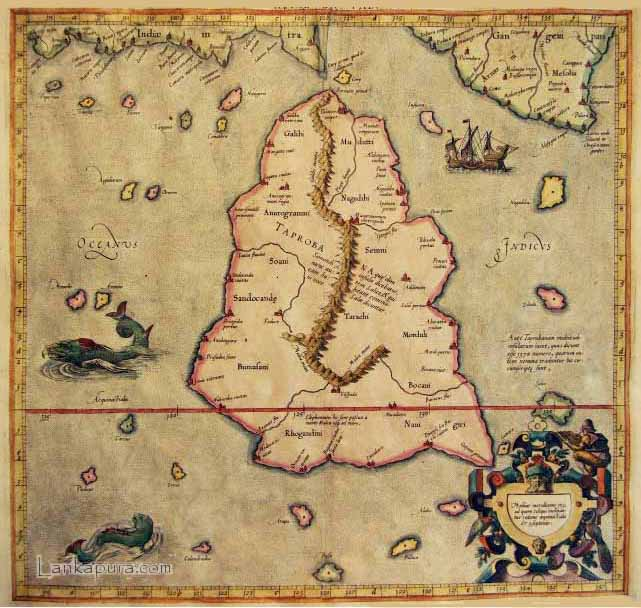
La Taprobane di Tolomeo.

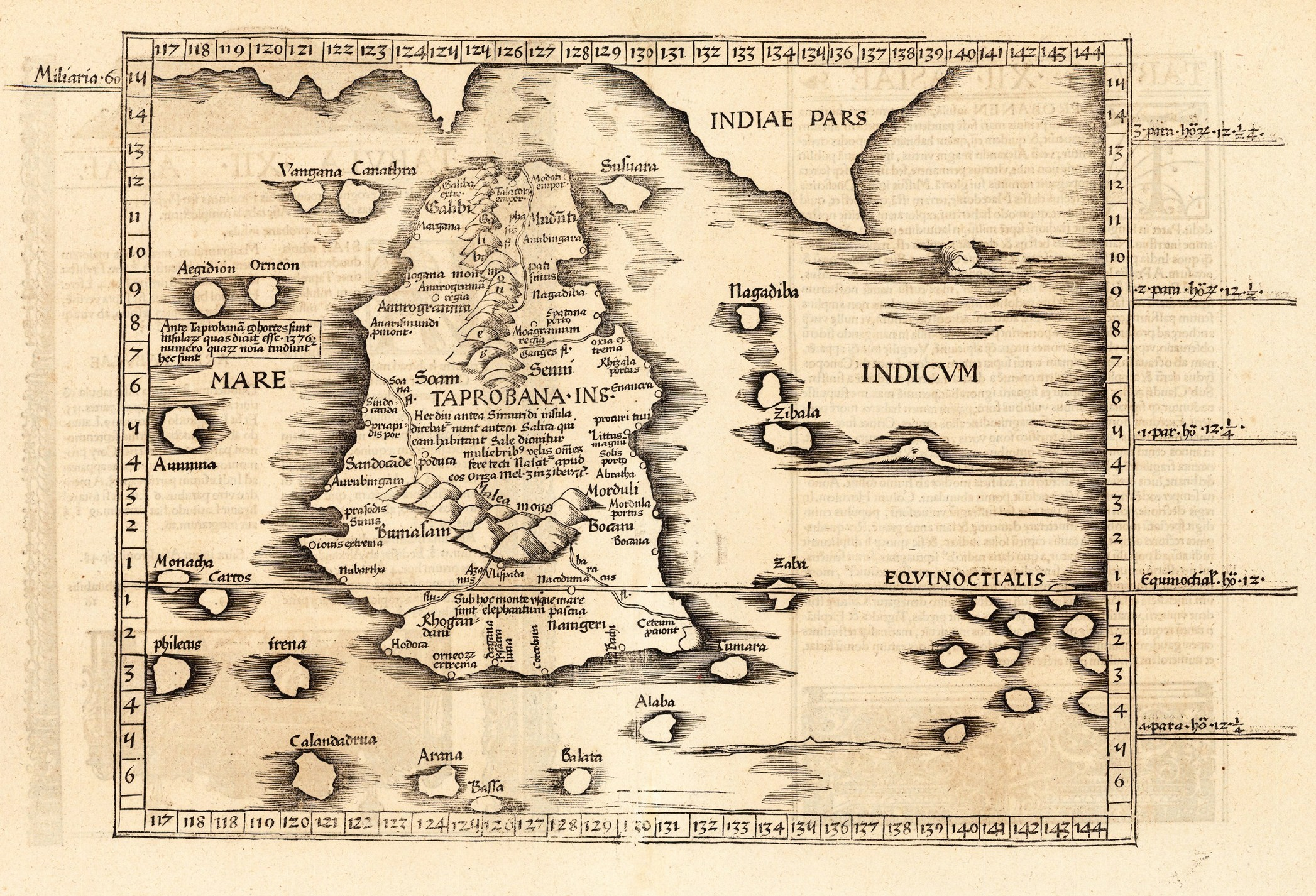
La Taprobana di Tolomeo su Cosmographia Claudii Ptolomaei Alexandrini (1535).

Taprobana (in greco antico Ταπροβανᾶ) o Taprobane (Ταπροβανῆ) era il nome con cui gli antichi greci conoscevano l'isola di Sri Lanka.

## Storia

### Prime testimonianze
Uno dei primi autori greci a parlare di Taprobana fu, nel 290 a.C., il mercante ed esploratore Megastene, il quale scrisse che era divisa da un fiume e che c'erano molte più perle di grosse dimensioni e oro che in India. Successivamente venne descritta anche da Eratostene (276-194 a.C. ca.) e da Strabone (60 a.C.-24 d.C. ca.).  Quest'ultimo afferma:
Per esempio, di Taprobane Onesicrito dice che è grande cinquemila stadi [925 km circa] - senza tuttavia specificare né la lunghezza né la larghezza - e che è distante venti giorni di navigazione; però le navi viaggiano con difficoltà, essendo fornite di vele inadeguate e costruite senza costole laterali. Vi sono anche altre isole fra Taprobane, che è la più meridionale, e l'India. Tutt'intorno l'isola pullula di mostri marini anfibi, alcuni simili a buoi, altri a cavalli, altri ancora ad altri animali terrestri.»
(Strabone, Geografia, XV, 1,14-15)
Plinio la identifica con il lontano «altro mondo» abitato dagli Antictoni, dove tutto è alla rovescia. In alcuni punti il mare tra l'isola e l'India presentava fondali molto bassi e in altri era così profondo che le ancore non riuscivano a raggiungere il fondo. Le imbarcazioni locali erano costruite con prue a entrambe le estremità per non dover virare negli stretti canali che i marinai di Taprobana navigavano orientandosi non con le stelle, ma con gli uccelli, liberandoli e seguendoli. Plinio ci fornisce anche particolari risalenti al regno di Claudio con la storia di un anonimo liberto che lavorava per un esattore dei tributi del Mar Rosso di nome Annius Plocamus. Mentre navigava al largo dell'Arabia l'uomo era incappato in una tempesta e dopo quindici giorni era approdato a Hippuri, un porto di Taprobana. Lì era stato accolto calorosamente dal re, che «si veste come il dio Bacco», e in sei mesi aveva imparato la lingua ed era riuscito a rispondere alle domande su Roma, con il risultato che quattro ambasciatori erano stati inviati nella capitale per allacciare relazioni. Da loro si era appreso che a Taprobana c'erano 500 città, la più magnifica delle quali era Palaesimundus, che contava 200.000 abitanti compresa la famiglia reale. Sul fondo dei loro mari, di un verde luminoso, crescevano foreste d'alberi che spesso spezzavano i timoni delle navi, e la popolazione si intratteneva cacciando elefanti, tigri e tartarughe così grandi che «nei loro gusci potevano essere ospitate intere famiglie».
Su Taprobana circolano molte leggende: nel XIV secolo il compilatore dei Travels of Sir John Mandeville la localizzava nel regno del Prete Gianni, sostenendo che aveva due estati e due inverni e che vi sorgevano montagne di puro oro custodite da formiche giganti che divoravano gli uomini. L'ultimo particolare era probabilmente ispirato agli scritti di Pomponio Mela, che descriveva formiche grandi come mastini: «Sull'isola Taprobana si ergono grandi montagne d'oro custodite con somma diligenza da formiche che sceverano l'oro puro dall'impuro. E queste formiche sono della grandezza di cani, cosicché nessun uomo osa avvicinarsi all'oro perché le formiche lo assalirebbero e divorerebbero all'istante...!».
Per raccogliere l'oro, l'autore dei Travels scrive che gli abitanti di Taprobana scacciavano le formiche giganti attaccandole in groppa a cammelli, cavalli o altri animali. Adottavano anche una tattica più sottile, agganciando dei recipienti ai cavalli e mandandoli a pascolare sulle montagne d'oro. Quando le formiche vedevano i contenitori vuoti, accorrevano e li riempivano d'oro perché «hanno questa consuetudine di non lasciare niente di vuoto tra di loro, ma subito lo riempiono con qualsiasi cosa gli capiti».
Taprobana aveva anche fama di essere stata abitata dalla mitica razza degli Sciapodi, uomini con un unico gigantesco piede che usavano per ripararsi dal sole di mezzogiorno mentre stavano sdraiati sulla schiena. Gli Sciapodi sono menzionati da Aristofane nella sua commedia Gli uccelli e da Plinio nella sua Storia naturale, dove riporta resoconti di viaggiatori che avevano incontrato queste creature nella regione indiana; e nella medievale Mappa Mundi di Hereford c'è la raffigurazione di uno Sciapode nell'area dell'India. Sempre a proposito degli abitanti di Taprobana, nella sua descrizione delle Isole più famose del mondo, Tommaso Porcacchi ripete la descrizione di Diodoro Siculo, che parlava di gente con la lingua biforcuta: «doppia fino alla radice & divisa; con una parte parlano a uno, con l'altra a un altro». Porcacchi si scusa poi con il lettore per non essere in grado di localizzare l'isola.
Anche Miguel de Cervantes Saavedra ne fa menzione nel suo primo Don Quixote (I, 18), per metatesi deformandone il nome in Trapobana, facendone il regno dell'immaginario imperatore Alifanfaron.
Benché non sia stato definitivamente stabilito quale isola possa rivendicare l'identità dell'antica Taprobana, molti hanno ipotizzato si trattasse di Sumatra, una conclusione cui giunse Niccolò de' Conti già nel XV secolo; e anche la mappa di Sebastian Münster suggerisce questa ipotesi con il suo titolo tedesco Sumatra Ein Grosser Insel. Ma la candidata più probabile è Ceylon: sulle mappe delle edizioni del XVI secolo dell'opera di Plinio la somiglianza è notevole, senza contare che un tempo lì c'era un grande porto con un nome vagamente omofono: «Tamraparni».
Taprobana è menzionata come Ceylon nella prima ottava del grande poema cinquecentesco portoghese "Os Lusìadas" di Louìs de Camões:
As armas e os barões assinalados,
Que da ocidental praia Lusitana,
Por mares nunca de antes navegados,
Passaram ainda além da Taprobana,
Em perigos e guerras esforçados,
Mais do que prometia a força humana,
E entre gente remota edificaram
Novo Reino, que tanto sublimaram;
Taprobana è anche il luogo in cui, agli inizi del XVII secolo, il filosofo calabrese Tommaso Campanella collocò la sua ideale Città del Sole.